# 赤倉信號場
赤倉信號場（日语：／ Akakura shingōjō */?）位於新潟縣十日町市，是北越急行北北線的號誌站。

## 車站構造
- 位於赤倉隧道內，設置一主線與一待避線，其有效長度240公尺。

## 用途
- 信号站作為列車交會的場所，待避時會進行車內驗票的工作。不过，在“白鹰号”特快列车于2015年3月14日停运后，该信号站不再需要用于会让列车，因此待避侧线已停止使用。该信号站已经处于停用状态，目前并无列车在此交会其他列车。

## 歷史
- 1997年3月22日　北北線通車時設立。
- 2015年3月14日　由于特急列车“白鹰号”退出营运， 待避侧线也停止使用。

## 鄰近車站
北越急行
魚沼丘陵 - 赤倉號誌站 - 美佐島